# Coves de Rising Star
Les coves de Rising Star són un sistema càrstic situat a prop de Johannesburg, a la zona de jaciments d'homínids fòssils sud-africans. Aquest jaciment ha proporcionat, durant les excavacions realitzades des del 2013, més de 1.700 elements fòssils d'homínids. El 10 de setembre del 2015, un estudi atribuí aquests fòssils a una nova espècie, l'Homo naledi, Naledi significa 'estrela' en sesotho i fa referència al nom del jaciment.

## Troballes
El jaciment i els seus fòssils, els van descobrir el 13 de setembre del 2013 dos espeleòlegs, Steve Tucker i Rick Hunter, com a part d'una exploració dirigida pel geòleg Pedro Boshoff. Lee Rogers Berger, paleoantropòleg de la Universitat de Witwatersrand, informà l'11 d'octubre del 2013 d'aquest descobriment, i organitzà el finançament de les excavacions, que començaren el 7 de novembre.

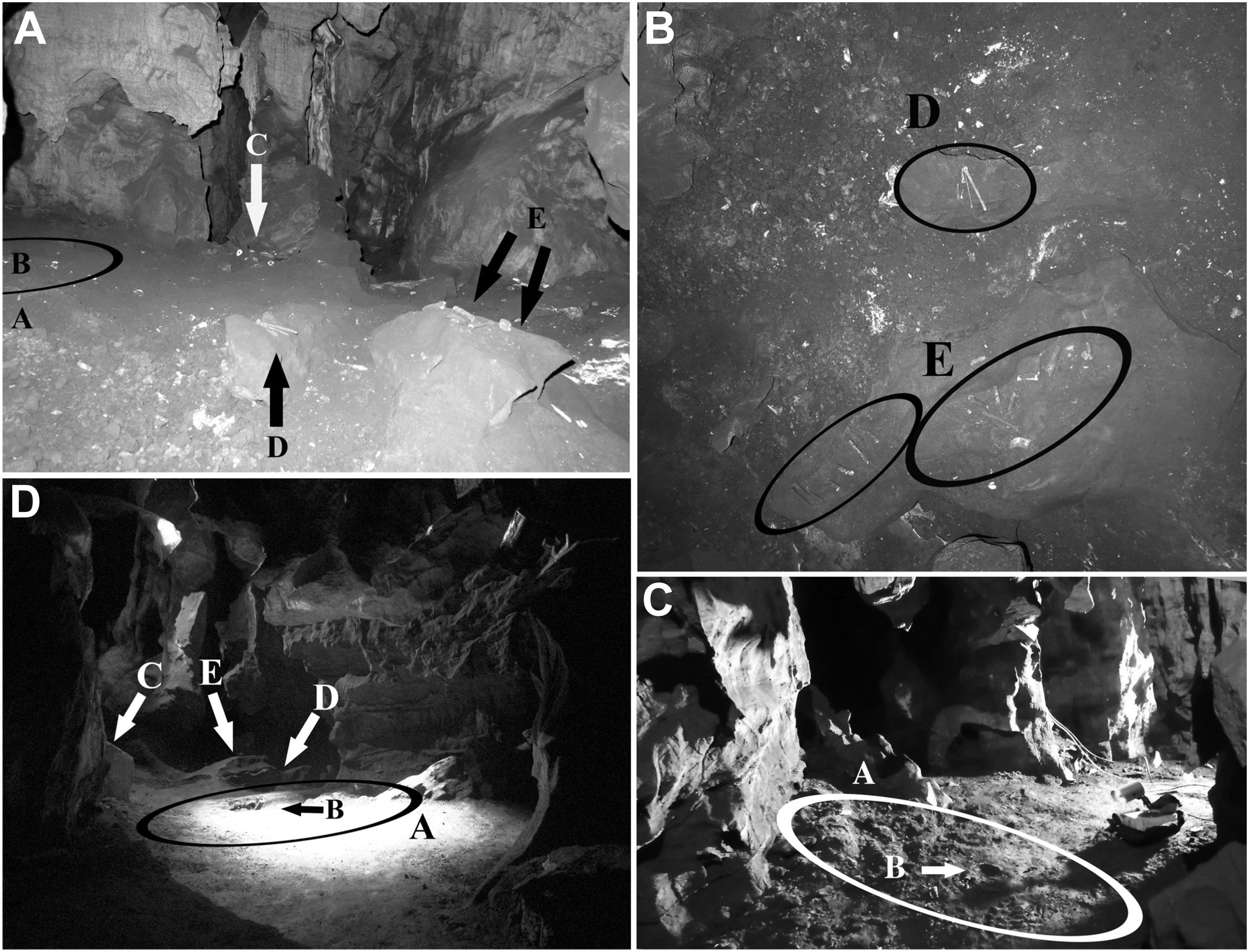
Fotografies de la Sala Dinaledi

Es va descobrir un estrat geològic ric en fòssils d'homínids en una sala catalogada com a jaciment UW-101 i anomenada Sala Dinaledi, situada a uns 30 metres davall la superfície del terra, i de difícil accés per una esquerda llarga i estreta de 18 cm  d'ample en el seu punt més estret. Un equip de sis dones de constitució adequada en recolliren els elements fòssils. Es van replegar i catalogar més de 1.200 elements al novembre del 2013, que representaven pel cap baix una dotzena de persones.
El 20 de febrer del 2014, s'anuncia que s'ha trobat un segon jaciment d'homínids fòssils, anomenat UW-102, segurament sense relació amb el primer, al grup de les coves de Rising Star.
A l'abril del 2014, entre els dos jaciments, es replegaren 1.754 fòssils a l'estiu del 2014, i només 20 dels 206 ossos del cos humà no s'hi trobaren.
Al maig del 2017, un article d'eLife publicava les troballes del jaciment UW-102, situat en una altra cavitat de les coves de Rising Star, anomenada Lesedi. Se'n desenterraren les restes fòssils de tres individus, si més no, inclòs un crani quasi complet anomenat LES1.

## Geologia

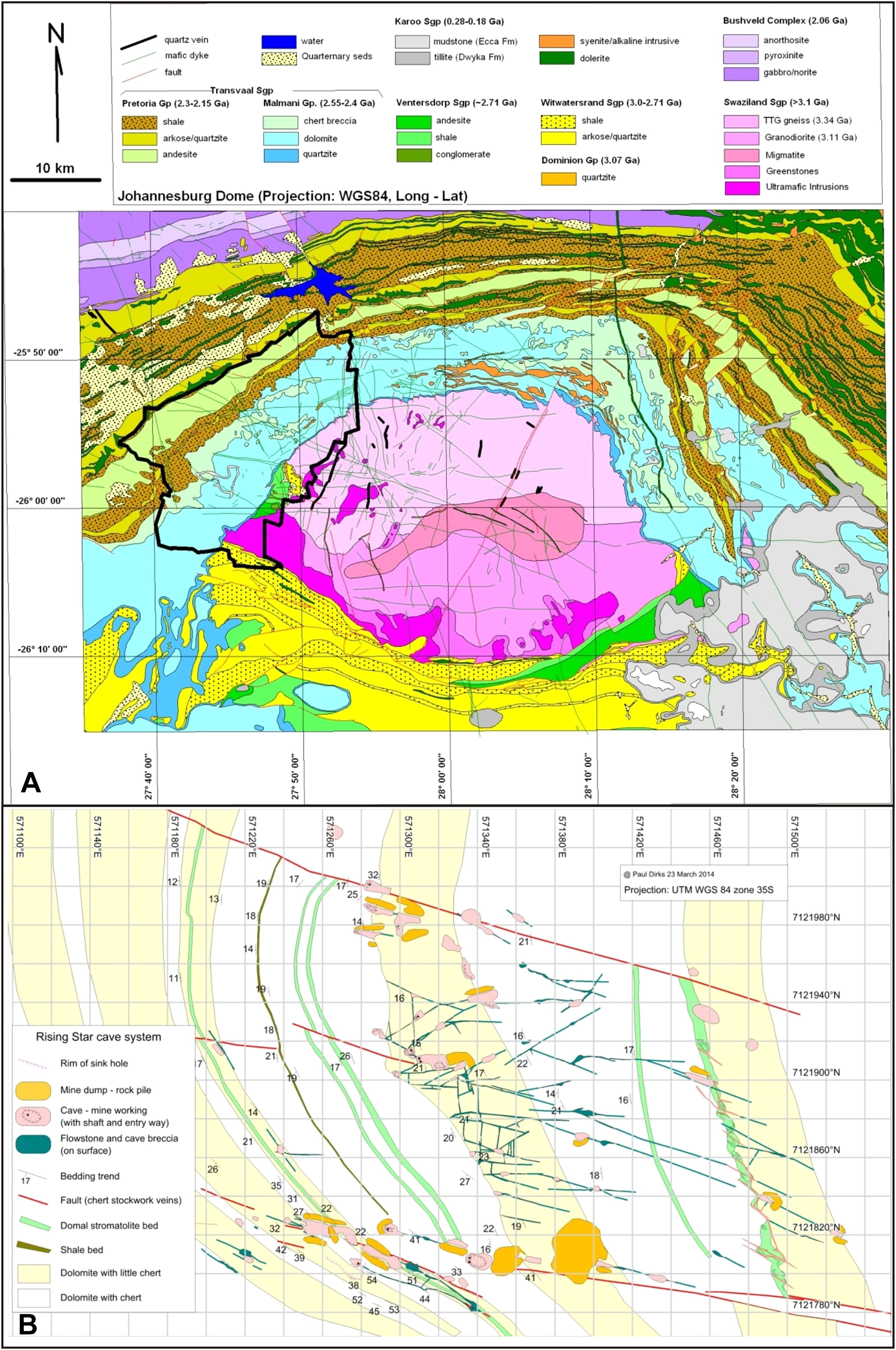
Context geològic del Bressol de la Humanitat i del sistema de coves de Rising Star

Les coves de Rising Star es troben a la vall del riu Bloubank, a 2,2 km a l'oest deljaciment de Sterkfontein. Abraça una àrea de 250 m × 150 m de passatges cartografiats situats al nucli d'un plec inclinat de 17° i lleugerament inclinat cap a l'oest, i està estratigràficament relacionat amb un horitzó dolomític estromatolític de 20 m de gruix que pertany a la part inferior de la formació de Monte Christo. Aquest horitzó dolomític està en gran part lliure de sílex; conté, però, cinc horitzons de sílex prims, de menys de 10 cm, que s'han fet servir per a avaluar la posició relativa de les cambres dins del sistema de coves. El contacte estratigràfic superior està marcat per un estrat de sílex d'1,3 m de gruix que forma el sostre d'unes cavitats grans.
L'altitud n'és de 1.450 m per a la base de la cambra de Dinaledi.